# Jóannes Patursson
Jóannes Patursson (6. maj 1866 i Kirkjubøur – 2. august 1946 smst) var en færøsk kongsbonde, forfatter og nationalistisk politiker, som var en af de mest indflydelsesrige mænd i Færøernes historie.
Jóannes blev født på kongsgården i Kirkjubøur som søn af Poul Peder Pedersen (Páll Patursson) og Trine Dionedatter. Han var oldebarn af nationalhelten Nólsoyar Páll, og både hans søster Helena Patursson og broderen Sverre Patursson blev kendte journalister og forfattere. Han var gift med Guðny Eiriksdóttir fra Karlsskála, Island. Deres søn Erlendur Patursson blev en vigtig politiker og forfatter på Færøerne.
Han deltog i julemødet 1888, begyndelsen til Færøernes nationalbevægelse. Til mødet skrev han hymnen Nú er tann stundin komin til handa ("Nu er stunden oprundet"). Men den 22-årige var for genert til at foredrage hymnen selv, så det gjorde hans ældre landsmand Rasmus Christoffer Effersøe. Nú er tann stundin ... er siden blevet et synonym for denne periode. Digteren Janus Djurhuus sagde, at en oplæsning af digtet i hans skoletid vakte hans digteriske passion. Men digtet selv har egentlig ikke så høj litterær kvalitet, når man sammenligner det med Paturssons senere værker.
Fra 1901 var han medlem af lagtinget og indtil 1906 også medlem af Folketinget. 1903 udgav han bogen Færøsk politik. I det danske landsting sad han i perioderne 1918-1920 og 1928-1936. I 1906 grundlagde han partiet Sjálvstýrisflokkurin (Selvstyrepartiet). Men i 1940 stiftede han Fólkaflokkurin (Folkepartiet). Han var lagtingsmedlem uafbrudt til sin død 1946.
Han blev Ridder af Dannebrog i 1907.

## Værker
- 1888 – Nú er tann stundin ... Arkiveret 27. juni 2006 hos  Wayback Machine
- 1903 – Færøsk politik
- 1922-1945 – Kvæðabók I-V (kvadebog)
- 1925 – Føroysk kvæði um brøgd norðmanna ættarinnar úti og heima
- 1931 – Færøsk selvstyre
- 1932 – Yrkingar (digte)
- 1933 – Við ókunnugum fólki til Kirkjubøar
- 1936 – Heilsan í forðum og nú
- 1966 – Tættir úr Kirkjubøar søgu, endurminningar (nidviser fra Kirkjubøs historie, erindringer)